# Добруш
До́бруш (бел. До́бруш) — город (с 1927 года) в Гомельской области Беларуси, на реке Ипуть. Административный центр Добрушского района. По состоянию на 1 января 2025 года население города составляет 17 901 человек.
Расстояние до Гомеля — 25 км. Железнодорожная станция на линии Гомель — Унеча.
В городе в 1899 году на реке Ипуть при Добрушской бумажной фабрике была построена гидроэлектростанция, которая стала первой на территории современной Беларуси.
Добруш называют «Город мостов» и «Белорусская Венеция».

## Этимология
Название Добруш происходит от основы добр (добрый). Подобные названия обычны для славянских языков и дают положительную оценку местности, часто обозначают землевладение (добро).
Впервые упоминается в «Реестре ревизии хозяйской Гомельской волости 1560 года» как село Добруша. Село тогда входило в состав Гомельского староства Речицкого повета ВКЛ. Название может быть связано с миграцией славянских групп с юго-запада в VII—VIII веках. Топонимы на -уша распространены в южнославянских землях, Правобережной Украине, и являются редким архаическим типом славянской топонимии. Имя Добруша, в частности, носит одна из речек бассейна Днестра, а также объекты в сербо-хорватской топонимии. Название могло пониматься как «благословенная земля» или «благословенное место».

## Геральдика
С давних пор Добруш был ремесленным пунктом, в старину здесь изготавливали паруса и канаты. Этот факт отображён на гербовом знаке Добруша — на зелёном поле «испанского» щита три бухты каната, серебряного цвета с чёрными краями, расположенные треугольником основанием вверх.
Решения об утверждении герба и флага приняты Добрушским районным исполнительным комитетом от 29 марта 2001 года № 214 и Добрушским районным Советом депутатов 30 марта 2001 года № 47. Зарегистрированы в Гербовом матрикуле Республики Беларусь 6 апреля 2001 года № 54.

## География

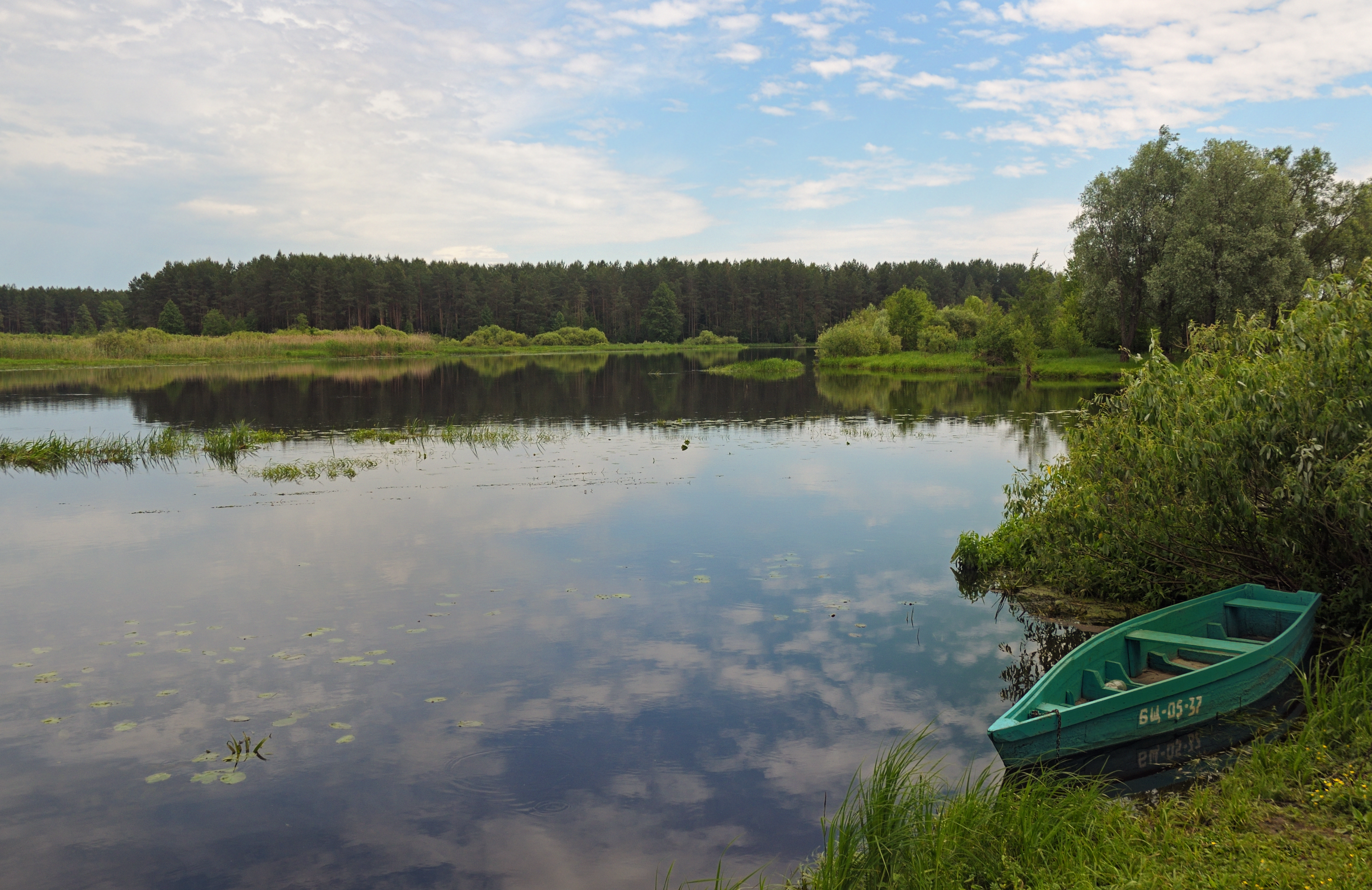
Берег реки Ипуть в Добруше

### Расположение
Географические координаты города — 52° 25' с. ш. и 31° 19' в. д. Часовой пояс Добруша — UTC+3.
Добруш расположен в Гомельском Полесье. Поверхность низинная, как в целом по Добрушскому району. Минимальная высота над уровнем моря в Добруше составляет 120 м — урез реки Ипуть.
Добруш, как и вся территория Добрушского района в целом, приурочен к юго-западному склону Воронежской антеклизы. Мощность платформенного чехла составляет 500—700 м. Верхние и нижние породы, юрские и меловые отложения, имеют мощность 5 — 10 м, 6 — 87 м, 90 — 130 м и 204—280 м соответственно. Верхние породы образованы в четвертичном периоде, а нижние неогеновом и палеогеновом.

### Гидрография
Водная система Добруша включает в себя реки Ипуть и Хоропуть.

### Климат
Климат в Добруше умеренно-континентальный, с теплым летом и мягкой зимой. Максимальная температура воздуха +38ºС, минимальная −35ºС. Среднегодовая сумма осадков находится в пределах 500—640 мм. Заморозки начинаются во второй половине октября, а заканчиваются в начале мая. Продолжительность безморозного периода составляет 150—160 суток. Устойчивый снежный покров лежит около 85 — 110 суток.
| Показатель                    | Янв.  | Фев. | Март | Апр. | Май  | Июнь | Июль | Авг. | Сен. | Окт. | Нояб. | Дек. | Год  |
| ----------------------------- | ----- | ---- | ---- | ---- | ---- | ---- | ---- | ---- | ---- | ---- | ----- | ---- | ---- |
| Средний суточный максимум, °C | −3,9  | −2,4 | 2,8  | 12,1 | 19,9 | 22,9 | 23,9 | 23,1 | 17,9 | 10,9 | 3,5   | −0,9 | 10,8 |
| Средняя температура, °C       | −7,1  | −5,7 | −0,8 | 7,7  | 14,5 | 17,6 | 18,7 | 17,7 | 12,9 | 7,0  | 1,1   | −3,5 | 6,7  |
| Средний суточный минимум, °C  | −10,3 | −9   | −4,3 | 3,3  | 9,1  | 12,3 | 13,6 | 12,4 | 8,0  | 3,1  | −1,2  | −6,1 | 2,6  |
| Норма осадков, мм             | 39    | 29   | 30   | 40   | 46   | 78   | 81   | 60   | 50   | 44   | 47    | 46   | 590  |
| Источник: Климат Добруша      |       |      |      |      |      |      |      |      |      |      |       |      |      |

## История
Впервые человек появился на территории Добрушчины около 100—35 тысяч лет назад.
В VIII—X веках территория Добруша в составе восточнославянской этнической группы радимичей. В XI—XIII веках в составе Черниговского княжества. Примерно в 1335 г. территория Добруша вошла в Великое Княжество Литовское (ВКЛ). В 1500 году в ходе Русско-литовской войны 1500—1503 гг. Добруш перешёл в состав Русского государства.
Но в 1537 году по мирному договору между Русским государством и ВКЛ, во время Русско-литовской войны 1534—1537 гг., Добруш, вместе с Гомельской волостью, вновь в составе Великого Княжества Литовского.
В 1772 году в результате первого раздела Речи Посполитой Добруш, вместе с восточной частью территории нынешней Беларуси, включён в состав Российской империи.
С 1777 года Добруш — село Вылевской волости Белицкого, а с 1852 года Гомельского уезда, центр Добрушской экономии, объединявшей 14 окрестных деревень.
В 1776 в нём было 587 жителей, 87 дворов, 3 водяные мельницы, сукновальня.

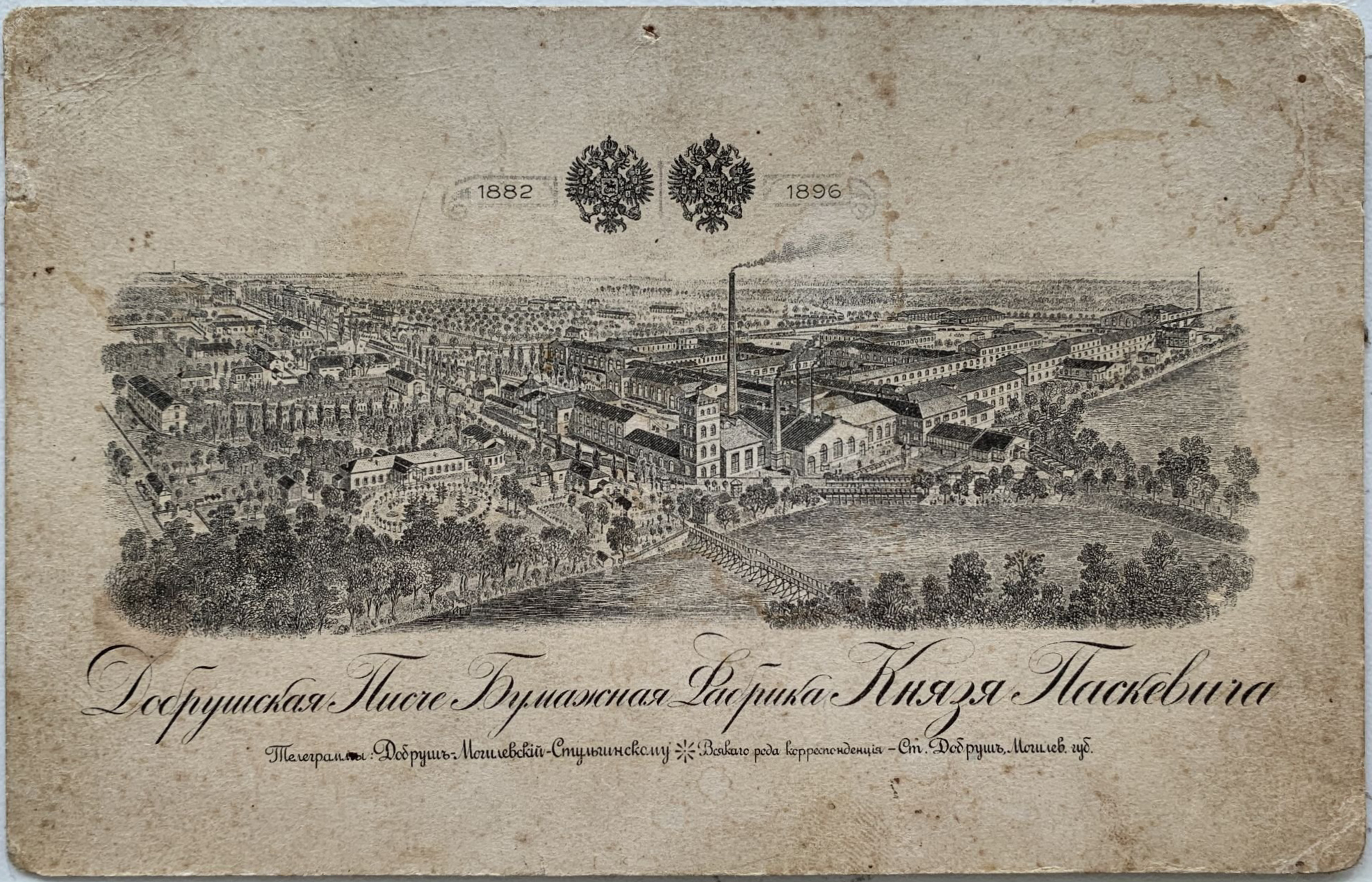
Бумажная фабрика в конце XIX века

В 1775 году Добрушчина подарена императрицей Екатериной II фельдмаршалу П.А. Румянцеву. В этом же году основана Добрушская полотняно-парусиновая мануфактура, а в 1795 — чугунолитейная, медеобрабатывающая, мукомольная мануфактуры. В 1834 году Добрушчина перешла во владение семейства Паскевичей.
В 1842 году в Добруше построен медеплавильный завод.
В 1848 году на территории Добрушчины эпидемия холеры.
В 1872 году Добрушская бумажная фабрика выпустила первую продукцию.
В 1886 году было более 1 тысячи жителей, 185 дворов.
В 1887 году через станцию Добруш началось регулярное пассажирское и грузовое движение на участке Гомель — Брянск.
В 1896 году на Добрушской бумажной фабрике начала работать первая в Беларуси электростанция для промышленности мощностью 875 лошадиных сил.
В 1898 году начала функционировать телефонная связь между Гомелем и Добрушем. В 1899 году на реке Ипуть при Добрушской бумажной фабрике была построена гидроэлектростанция, которая стала первой на территории современной Беларуси. В 1903 году в Добруше действует группа РСДРП Гомельского комитета.
1 мая 1905 года в Добруше прошла массовая демонстрация под лозунгом «Долой царя!».
В апреле 1917 года в Добруше создан Совет рабочих депутатов. 6 марта 1918 станция Добруш, двумя днями ранее занятая германскими войсками, освобождена отрядом Красной гвардии — последний бой Первой мировой войны на Восточном фронте.
В 1919 году Добруш вошёл в состав Гомельской губернии.
17 октября 1922 года Добружская бумажная фабрика получила почетное звание «Герой труда».
В 1923 году Добруш стал центром Добрушской волости, а в 1926 стал фабрично-заводским поселком, центром Добрушского района.
В 1927 году Добруш вошёл в состав Гомельского округа, получив статус города, но в 1935 году снова стал центром района.
В августе 1941 года велись оборонительные бои на территории Добруша, захвачен 22 августа. Освобождён Добруш от немецко-фашистских захватчиков 10 октября 1943 года.
В этом же году в Добруше начал работать телеграф, городская телефонная станция и радиоузел.
25 октября 1943 года начались занятия в Добрушской средней школе № 1.

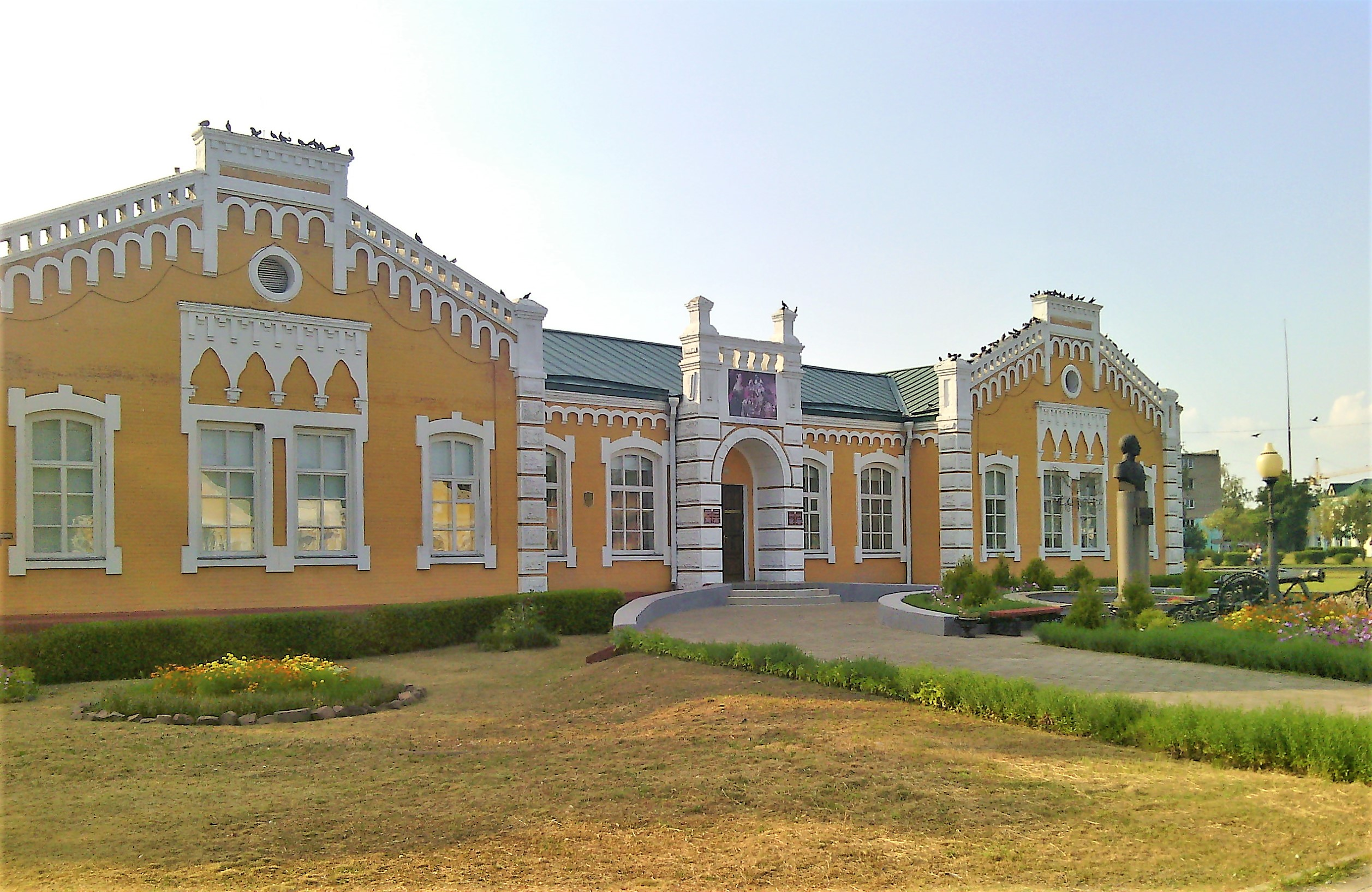
Добрушский районный краеведческий музей

В 1953 году на бумажной фабрике достигнут довоенный уровень выпуска бумаги. 25 декабря 1978 г. фарфоровый завод выпустил первую продукцию. В 1989 году построен городской дом культуры «Мелиоратор». В 1993 году построена Добрушская гимназия.
22 августа 1997 года административные единицы Добрушский район и город Добруш, имеющие общий административный центр, объединены в одну административную единицу — Добрушский район с административным центром город Добруш.
В 2004 году в центре Добруша был возведен памятник основателю бумажной фабрики Ф. И. Паскевичу, в его честь была переименована центральная улица города. В 2006 году в Добруше был открыт памятник отселённым деревням.
В 2007 году был открыт для посетителей Добрушский районный краеведческий музей. В 2010 году был открыт памятник воинам-интернационалистам. В 2011 году была открыта аллея Героев Советского союза, уроженцев Добрушского района. В 2014 году введена в эксплуатацию артезианская скважина в микрорайоне Московский. Также капитально отремонтированы три городских моста. В 2015 году в микрорайоне Мелиоратор построен и торжественно освящён храм Олега Брянского Свенской иконы Божьей Матери. Построен мостопутепровод на улице Октябрьской. В микрорайоне Мелиоратор сдан в эксплуатацию 40-квартирный жилой дом и построена станция второго подъёма воды.
В 2020 году введена в эксплуатацию современная Добрушская мини-ГЭС. Расположена практически на месте самой первой белорусской ГЭС.

## Топонимика
В Добруше улицам присвоены имена Героев: Басенков П. Х., Власенко И. А., Петранков Е. П., Терешков А. Д., Шершнёва Р. И., Хлуднев Ф. М., Гастелло Н. Ф., П. Н. Бухонка.

## Население
Численность населения — 17 901 человек (на 1 января 2025 года). Население города составляет 18 137 жителей (на 1 января 2023 года).
| Численность населения: |
| График не отображается по техническим причинам. Чтобы исправить это, воспроизведите график в новом формате, если это возможно. |

| Численность населения по годам (1939—2025 гг.) | Численность населения по годам (1939—2025 гг.) | Численность населения по годам (1939—2025 гг.) | Численность населения по годам (1939—2025 гг.) | Численность населения по годам (1939—2025 гг.) | Численность населения по годам (1939—2025 гг.) | Численность населения по годам (1939—2025 гг.) | Численность населения по годам (1939—2025 гг.) | Численность населения по годам (1939—2025 гг.) | Численность населения по годам (1939—2025 гг.) | Численность населения по годам (1939—2025 гг.) | Численность населения по годам (1939—2025 гг.) | Численность населения по годам (1939—2025 гг.) | Численность населения по годам (1939—2025 гг.) | Численность населения по годам (1939—2025 гг.) |
| Год                                            | 1939                                           | 1959                                           | 1970                                           | 1979                                           | 1989                                           | 2006                                           | 2011                                           | 2014                                           | 2016                                           | 2018                                           | 2022                                           | 2023                                           | 2024                                           | 2025                                           |
| ---------------------------------------------- | ---------------------------------------------- | ---------------------------------------------- | ---------------------------------------------- | ---------------------------------------------- | ---------------------------------------------- | ---------------------------------------------- | ---------------------------------------------- | ---------------------------------------------- | ---------------------------------------------- | ---------------------------------------------- | ---------------------------------------------- | ---------------------------------------------- | ---------------------------------------------- | ---------------------------------------------- |
| Население чел.                                 | 13 815                                         | ▲14 270                                        | ▲16 809                                        | ▲19 175                                        | ▲20 750                                        | ▼18 699                                        | ▼18 244                                        | ▼18 095                                        | ▲18 380                                        | ▲18 388                                        | ▼18 208                                        | ▼18 137                                        | ▼18 083                                        | ▼17 901                                        |

В 1939 году в Добруше проживало 10 557 белорусов (76,4 %), 1987 русских (14,4 %), 630 украинцев (4,6 %), 441 еврей (3,2 %), 200 представителей других национальностей.
В 2017 году в Добруше родилось 183 и умерло 269 человек. Коэффициент рождаемости — 9,9 на 1000 человек (средний показатель по району — 10,2, по Гомельской области — 11,3, по Республике Беларусь — 10,8), коэффициент смертности — 14,5 на 1000 человек (средний показатель по району — 18,6, по Гомельской области — 13, по Республике Беларусь — 12,6).

## Экономика

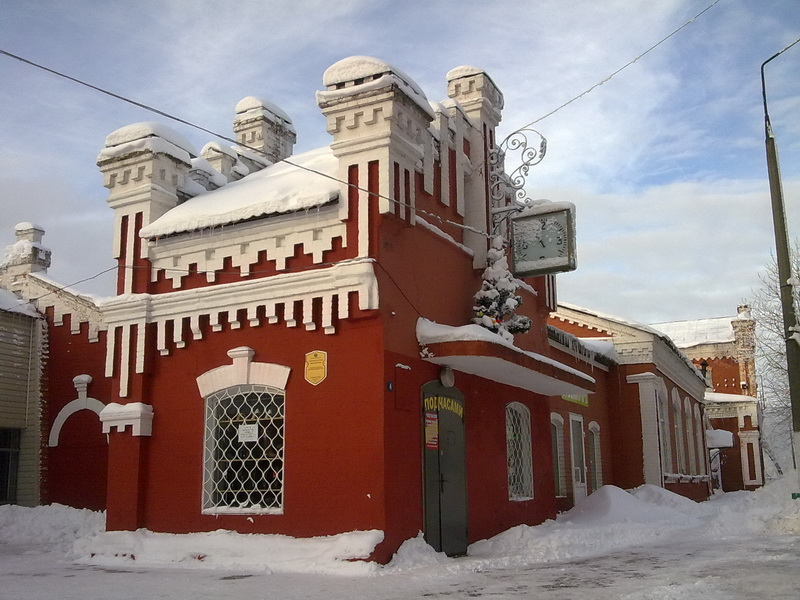
Добрушская бумажная фабрика

В городе работают предприятия лёгкой и пищевой промышленности. Крупнейшими и градообразующими предприятиями в Добруше являются Добрушская бумажная фабрика «Герой Труда» и ЗАО «Добрушский фарфоровый завод».
Добрушская бумажная фабрика «Герой Труда» является старейшим предприятием города и крупнейшим предприятием бумажной отрасли в Беларуси. Фабрика была построена в 1870 году и начала производить бумагу в 1872 году. С 2010 года является филиалом холдинга «Белорусские обои». Продукцией предприятия является бумага для гофрирования, упаковочная, обёрточная, мешочная, бумага для печати, а также тетради, альбомы, блоки, блокноты и картон. Около 80 % продукции идёт на экспорт.
Промзона Добрушская бумажная фабрика «Герой Труда» является территорией СЭЗ «Гомель-Ратон».
1 июня 2021 года на Добрушской бумажной фабрике «Герой Труда» введён в эксплуатацию Завод по производству мелованных и немелованных видов многослойного картона.
ЗАО «Добрушский фарфоровый завод» является единственным производителем фарфоровой посуды на территории Беларуси. Основан 28 декабря 1978 года. В период с 2007 по 2018 года предприятие модернизировало производство своей продукции, введя в эксплуатацию печи чешской фирмы «ГРЮН», машину для литья в гипсовых формах французской фирмы «CERINNOV France», пресс изостатического прессования и универсальный шлифовальный станок для ножек немецкой фирмы SAMA, распылительное сушило немецкой фирмы SACMI. Продукцией является тарелки, миски, салатницы, блюдца, сахарницы, селёдочницы, кружки, фарфоровые стаканы, пиалы, сервизы, вазы, этажерки, солонки, сувенирные изделия. Продукция задекларирована на территории Таможенного союза ЕАЭС. Предприятие является лауреатом Премии Правительства Республики Беларусь за достижения в области качества а также лауреатом конкурсов «Лучшие товары Республики Беларусь на рынке Российской Федерации» и «Лучшие товары Республики Беларусь».
Кроме градообразующих предприятий также работают Добрушский хлебозавод — филиал ОАО «Гомельхлебпром», Добрушский филиал ОАО «Милкавита» и другие предприятия пищевой промышленности, КУП «Добрушский коммунальник», КУП «Управление коммунальным строительством Добрушского района», Коммунальное проектно-производственное унитарное предприятие «Архитектура-Добруш».
Добрушский хлебозавод был построен в 1954 году. Имеет торговую сеть, через которую реализует 30 % продукции. Продукцией предприятия является хлеба, булочные изделия, пироги, сахарные изделия, торты и пирожные, кексы, бисквиты, рулеты, пряники, коврижки, панировочные сухари, киселя. Продукция хлебозавода представлена не только на рынке Беларуси, но и на рынке России.
В Добруше работают отделения банков ОАО «АСБ Беларусбанк» и ОАО «Белагропромбанк» и филиалы РУП «Белпочта». Также в Добруше работают супермаркеты торговых сетей «Евроопт», «Соседи», «Родны Кут», «Милкавита», «Жар-птица», «Доброном», «Копеечка», «Маяк», Добрушское районное потребительское общество. Крупнейшие торговые объекты: ОАО «Добрушский комбинат бытового обслуживания» и Детский универмаг.

## Транспорт

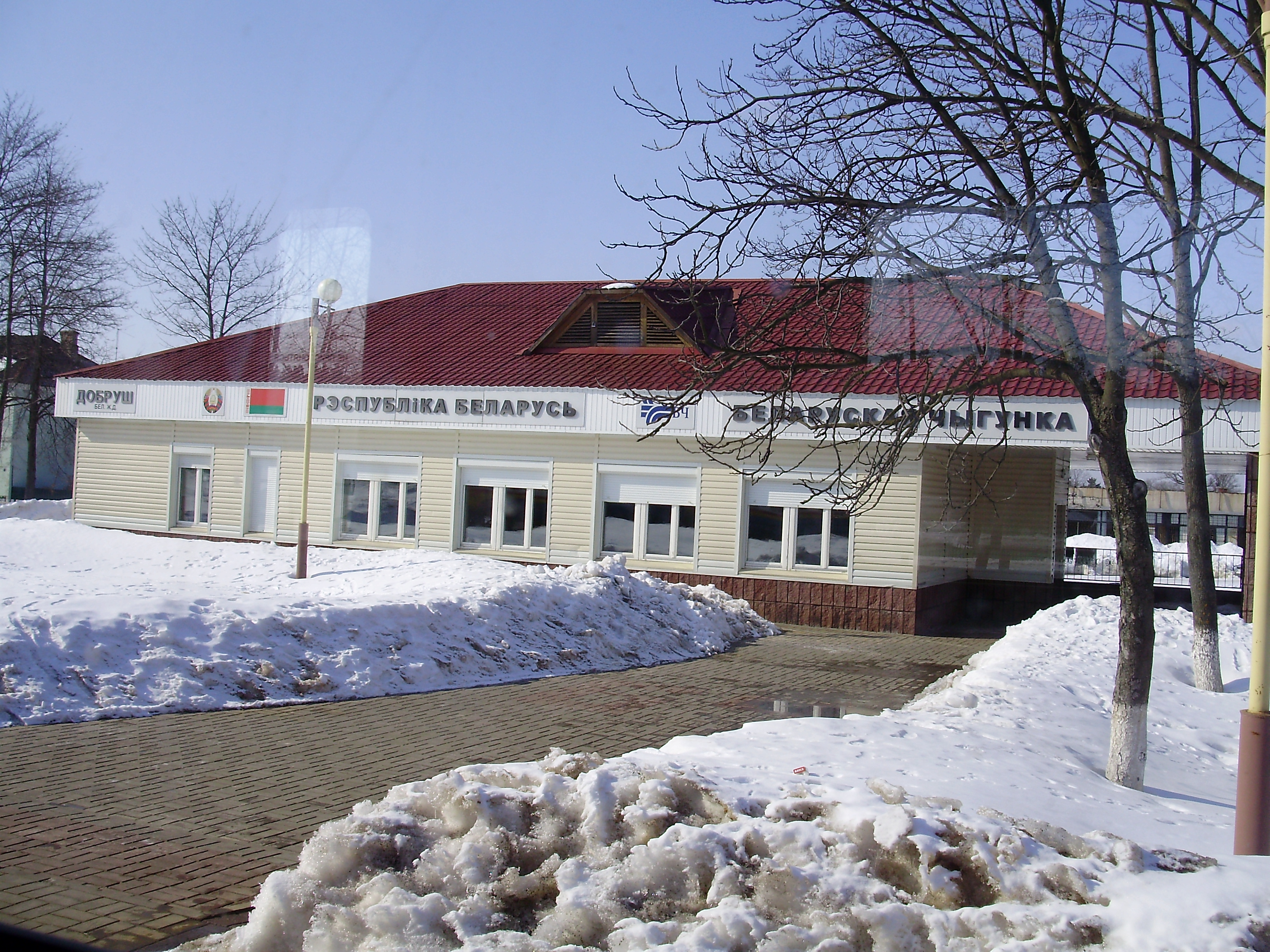
Железнодорожная станция «Добруш»

На территории Добруша 2 автодорожных моста через реку Ипуть и 1 через реку Хоропуть. Также через Добруш проходят автодороги М10 (Добруш — Гомель — Речица — Мозырь — Пинск — Кобрин), P124.
Ещё в Добруше существует как внутригородское так и пригородное и междугороднее автобусное сообщение.
Внутригородским автобусным сообщением занимается участок «Добруш» Филиала «Автобусный парк № 6» ОАО «Гомельоблавтотранс». Оно представлено 5 маршрутами.
Пригородное и междугороднее сообщение также как и внутригородское обслуживает участок «Добруш» Филиала «Автобусный парк № 6» ОАО «Гомельоблавтотранс». Добруш связан этими маршрутами с Гомелем, Кормой, Васильевкой, Тереховкой, Москвой, Брянском, Новозыбковом.
Также на территории Добруше есть железнодорожная станция «Добруш» на участке Гомель — Брянск. Регулярными рейсами он связан с Гомелем, Москвой, Брестом, Адлером, Анапой, Минском, Брянском.

## Здравоохранение
На территории Добруша работают такие учреждения здравоохранения:
УЗ «Добрушская центральная районная больница»,
УЗ «Добрушская районная поликлиника»,
УЗ «Добрушская детская поликлиника»,
ГУ «Добрушский районный центр гигиены и эпидемиологии».

## Образование
В 1820-е годы по указу графа Михаила Румянцева в Корме, Ути, Кузьминичах и Добруше появились ланкастерские школы. Работали по методу самообучения.
В 1885 году в Добруше открыли 4-летку (фабричную школу). В начале персонал состоял из законоучителя и учительницы. В программу обучения входило 7 дисциплин.
В 60-е — 70-е годы XIX века в городе и населённых пунктах района дети осваивали науки в народных училищах.

#### Новейшее время
На территории Добруша работают 4 общеобразовательные школы, 1 гимназия, 7 дошкольных учреждений образования, спортивная база государственного учреждения «Добрушская районная детско-юношеская спортивная школа», ГУО «Детская школа искусств г. Добруша», УО «Добрушский государственный политехнический колледж».

## Культура
В Добруше расположены ГУ «Добрушский районный Дворец культуры», ГДК «Мелиоратор», Добрушский общественно-культурный центр, кинотеатр «Восход», районная детская библиотека.
С 2002 года в Добруше функционирует учреждение «Добрушский районный краеведческий музей».
- Филиал «Художественная галерея Владимира Ивановича Прокопцова» (открыт в 2008 г.)
- Постоянно действующая экспозиция, посвящённая народному писателю Беларуси И. П. Шамякину (открыта 3 сентября 2022 г.)

Расположен музей ГУО «Гимназия г. Добруша».
- Музей боевой славы (ул. Гомельская, 1)

На Добрушской бумажной фабрике «Герой Труда» к 150-летию со дня её основания размещена музейная экспозиция.

### Коллективы
- Народный вокальный коллектив Республики Беларусь АРТ-группа «Бульбаш».

## События и мероприятия
- 13 ноября 2021 года прошёл областной отборочный тур XIII Республиканского фестиваля национальных культур[36].
- 3-4 сентября 2022 года прошёл XXIX День белорусской письменности[37][38].
- 12 ноября 2022 года прошёл областной фестиваль «Дажынкi»[39][40].
- 26 ноября 2022 года прошёл региональный фестиваль «Зорны лістапад».
- 14 октября 2023 года Добруш отметил 463-ю годовщину со дня его письменного упоминания[41]. Празднование 80-й годовщины освобождения района от немецко-фашистских захватчиков. Фестиваль футбола памяти В. Н. Рыженкова[42].
- 25 ноября 2023 года — областной этап XIV Республиканского фестиваля национальных культур.
- 10 февраля 2024 года — международный турнир по мини-футболу имени Виктора Коваленко (команды из Добруша, Гомеля, Минска, Стародуба, Унечи и Погара).
- 11 февраля 2024 года — турнир по баскетболу памяти воина-афганца Александра Полевикова.

## Достопримечательность
- Городище периода раннего железного века (1-е тыс. до н. э. — 1- тыс. н. э.), 3 км от города, урочище Литвецкое или Змеев Курган —  Историко-культурная ценность Республики Беларусь, шифр 313В000236
- Историческая застройка (конец XIX — начало XX вв.)
- Свято-Николаевский собор (1995)
- Комплекс зданий бумажной фабрики (1870), пр-т Луначарского, 8 —  Историко-культурная ценность Республики Беларусь, шифр 312Г000234
- Здание бывшей школы для детей работников бумажной фабрики, ныне — краеведческий музей, ул. К. Маркса, 1 —  Историко-культурная ценность Республики Беларусь, шифр 313Г000235
- Жилой дом работников бумажной фабрики (XIX—XX вв.)
- Здание больницы (2-яполовина XIX в.)
- Могила Героя Советского Союза Ф. М. Хлуднева (1944), на кладбище —  Историко-культурная ценность Республики Беларусь, шифр 313Д000231
- Братская могила (1943), ул. Гагарина —  Историко-культурная ценность Республики Беларусь, шифр 313Д000232
- Братская могила (1918), ул. Лазо —  Историко-культурная ценность Республики Беларусь, шифр 313Д000233
- Братская могила (1941—1944), пр-т Луначарского, в парке —  Историко-культурная ценность Республики Беларусь, шифр 313Д000237
- Братская могила (1941—1944), ул. Красноармейская, скульптура воина —  Историко-культурная ценность Республики Беларусь, шифр 313Д000238
- Братская могила (222 воина Советской Армии, 1941—1944), на кладбище —  Историко-культурная ценность Республики Беларусь, шифр 313Д000239
- Братская могила (48 воинов Советской Армии и партизан, 1941—1944), на кладбище —  Историко-культурная ценность Республики Беларусь, шифр 313Д000240
- Могила жертв фашизма (1941) —  Историко-культурная ценность Республики Беларусь, шифр 313Д000837
- Аллея Героев Советского союза, уроженцев Добрушского района
- Храм Святого Олега Брянского (ул. Гомельская)
- Аллея деревьев ко Дню народного единства (2021)

### Памятник, скульптура
- Памятник В. И. Ленину
- Мемориальный комплекс «Память» (2005). Расположен на набережной реки Ипуть. На его плитах выгравированы имена всех 700 воинов, погибших при обороне и освобождении Добруша. Комплекс включает в себя мемориал, выполненный в форме колокола. Чуть дальше расположен постамент, на котором – скульптура воина. Далее установлены стелы с именами уроженцев района – Героев Советского Союза (В. Ф. Коленников, Ф. Я. Кухарев, П. Н. Бухонко(а), П. Х. Басенков, А. Д. Терешков, И. А. Власенко, М. Ф. Толкачёв, Н. А. Холявко).
- Памятник погибшим советским солдатам, урочище «Дубы».
- Памятник-бюст писателю Максиму Горькому, пр-т Луначарского.
- Памятник-бюст писателю Н. А. Островскому, пр-т Луначарского.
- Памятный знак воинам-интернационалистам, ул. Ф. И. Паскевича.
- Памятный знак отселённым деревням.
- Мемориальная доска воину-интернационалисту Саранчуку А. А. (30.05.2019). Установлена на здании ГУО «Средняя школа № 5 г. Добруша».
- В честь Героя Ф. Я. Кухарева установлены мемориальные доски в городском парке и на здании ГУО «Средняя школа № 2 имени Ф. Я. Кухарева г. Добруша»[43].
- Ко Дню белорусской письменности в сквере установлен памятник народному писателю Беларуси И. П. Шамякину (2022), пр-т Мира, сквер.

### Жанровая скульптура, арт-объекты
- Фигура зубра. Расположен в центре зоны отдыха на берегу Ипути с необычными скамейками, фонарями, инсталляцией для замочков молодожёнов. Автор скульптуры — Леонид Литвинкевич, эскиз создан в центре дополнительного образования.

### Памятники природы
- Геологическое обнажение кристаллических пород «Добруш» — памятник природы республиканского значения. Примыкает к левому берегу реки Ипуть. Обнажение кварцево-глауконитовых песков харьковского яруса палеогена. Приурочено к уступу коренного берега Ипути.

### Утраченное наследие
- Церковь (конец XIX в.)

## В филателии и нумизматике
- 17 августа 2022 года Министерство связи и информатизации Республики Беларусь выпустило в обращение конверт с оригинальной маркой «День белорусской письменности»[44]. 23 августа 2022 года выпущена в обращение марка «Герб Добруша»[45].

## В топонимике
- Добрушская улица в Санкт-Петербурге.
- Улица Добрушская — в Новобелицком районе г. Гомеля, в аг. Жгунь (Добрушский район), аг. Носовичи (Добрушский район), п. Тумарин (Ветковский район).

## В кинематографии
В фильме «Мизантроп» (2023) показаны кадры Добруша.

## В искусстве
- «Город любви моей». Автор — бард Вячеслав Корса[47].

## Средства массовой информации
Издаётся газета «Добрушскi край».

## Международное сотрудничество
Города-побратимы
- Чадыр-Лунга, Молдавия[49]
- Иттиген, Швейцария[50]
- Ези, Италия[51]

## Галерея

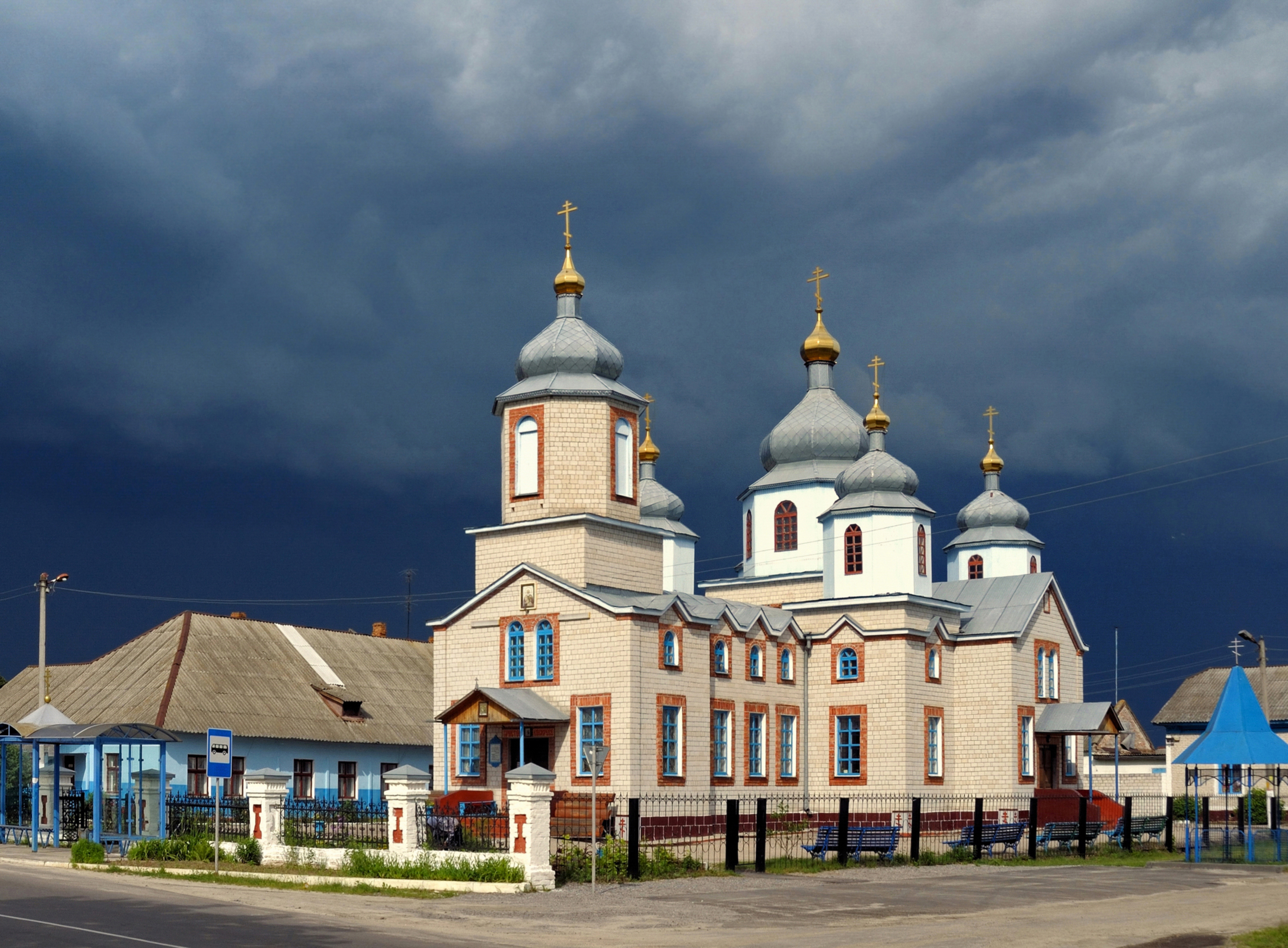
Свято-Николаевский собор
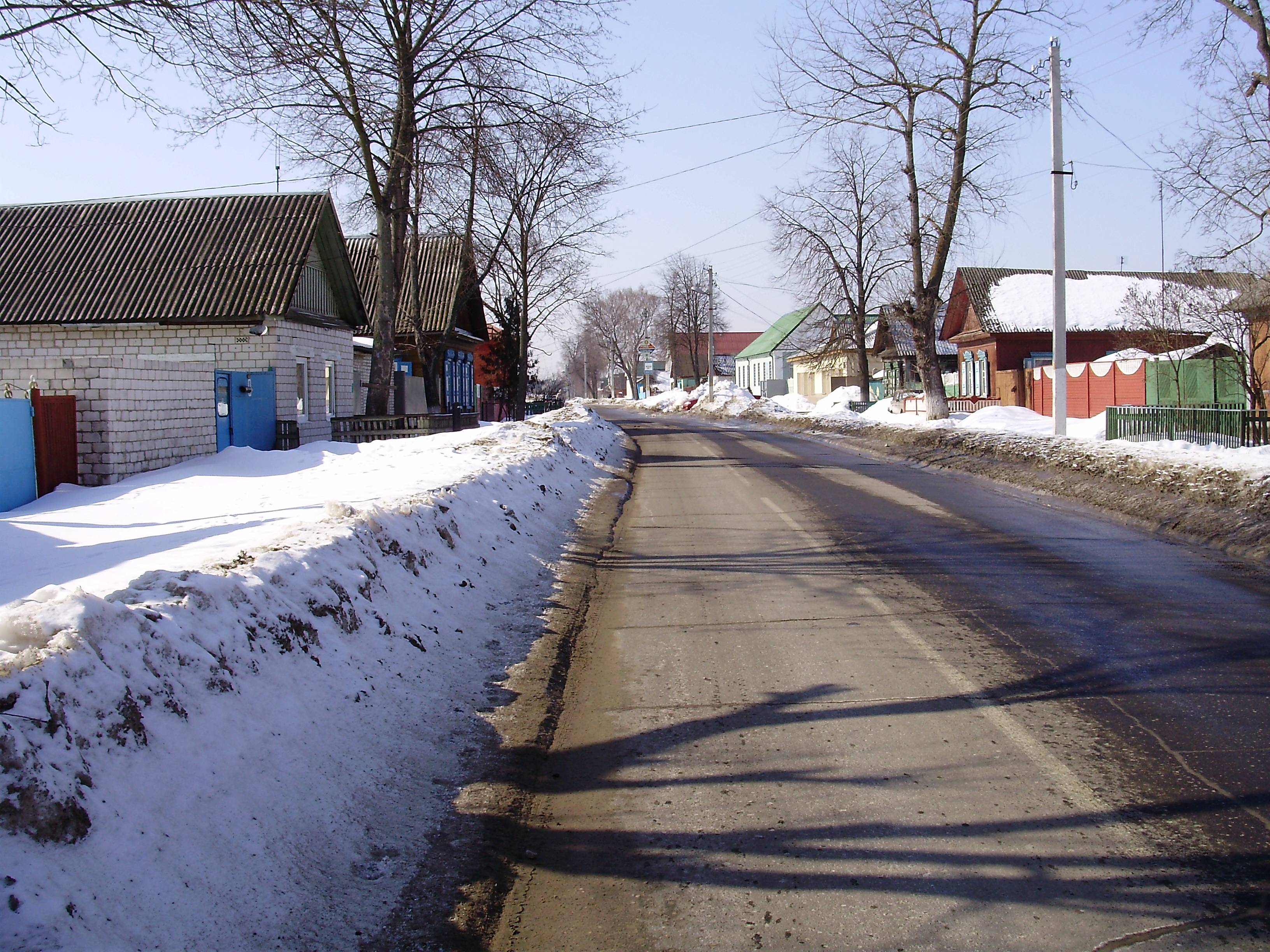
Улица города
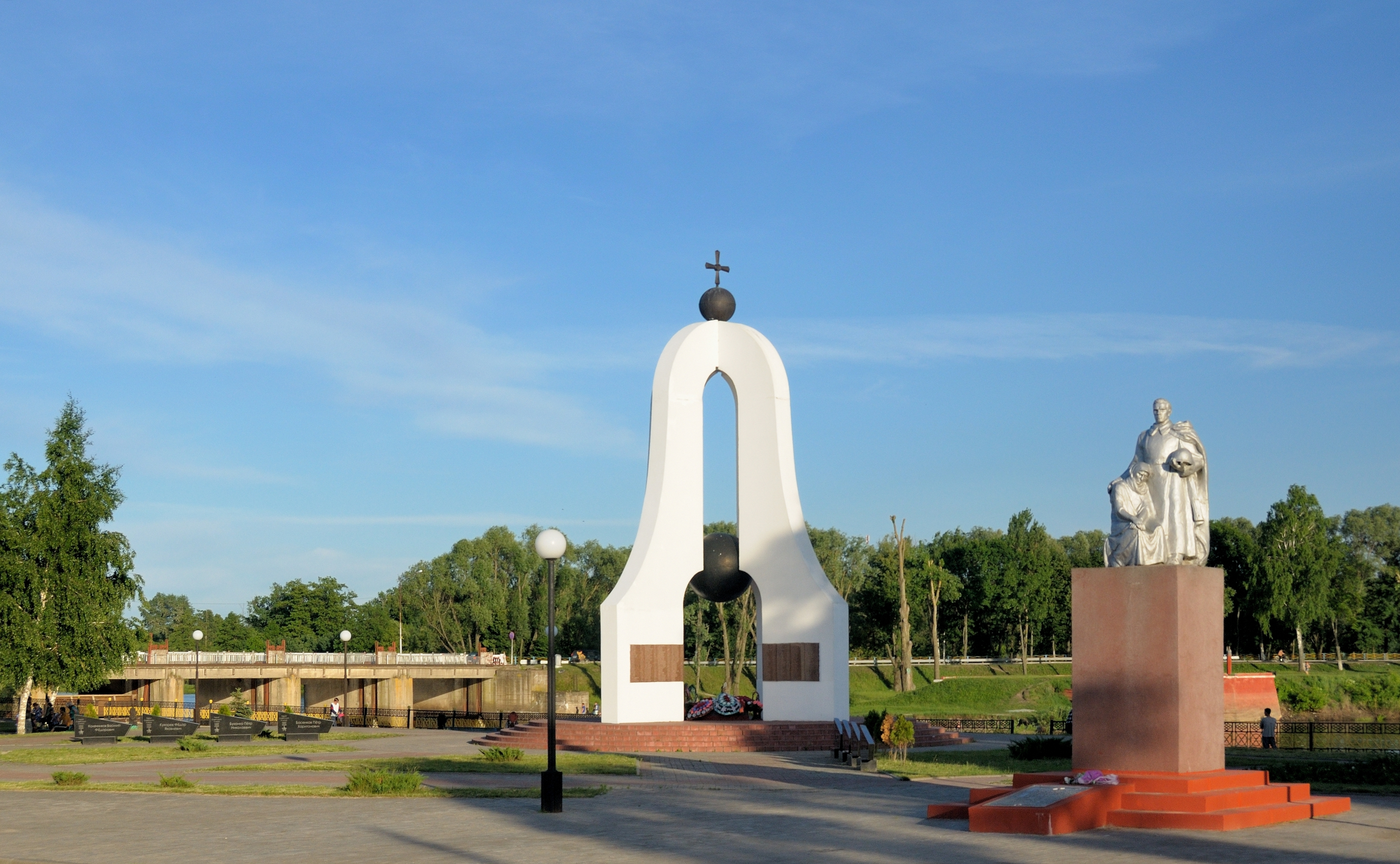
Мемориал павшим в Великой Отечественной войне
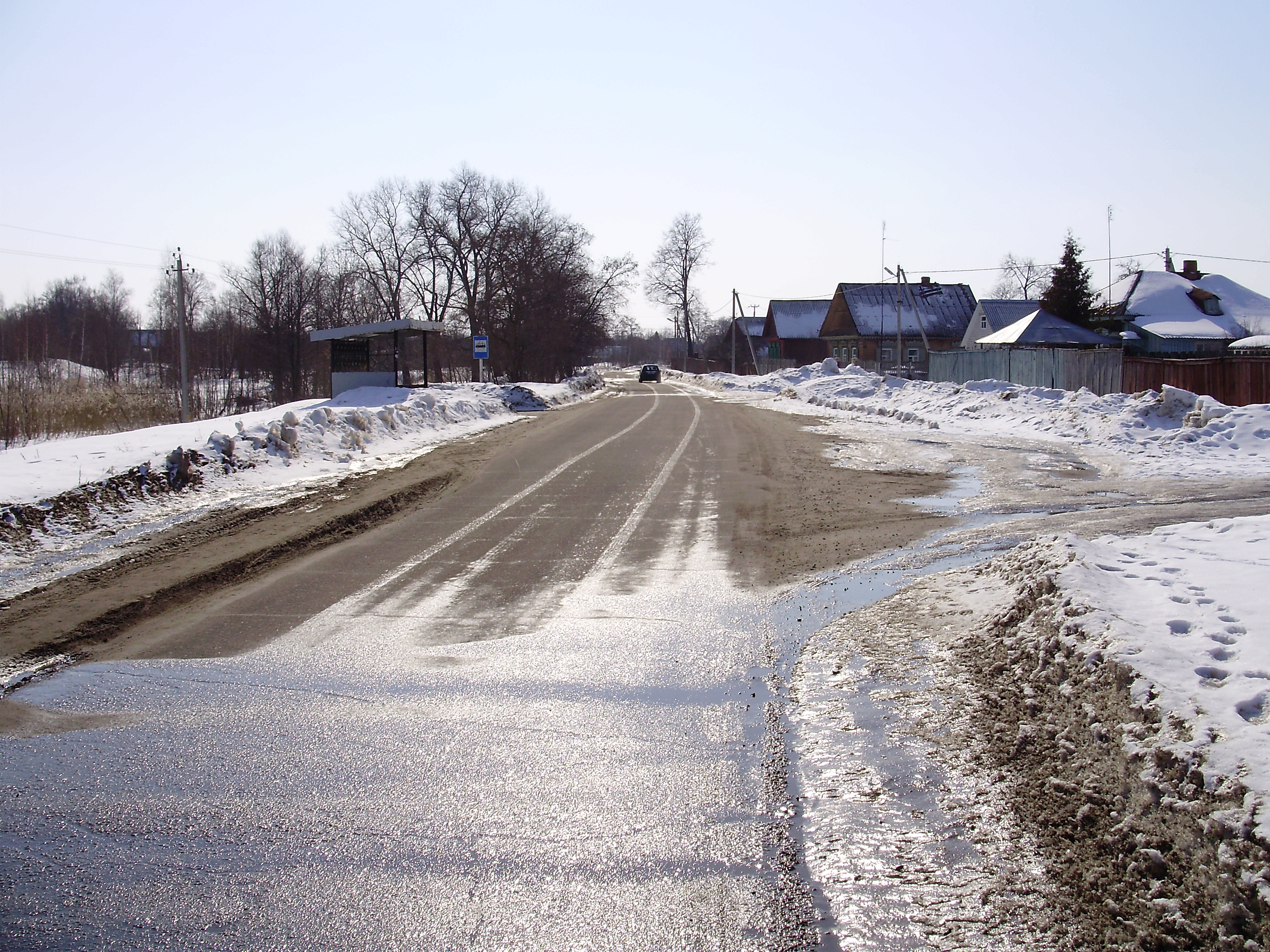
Улица города
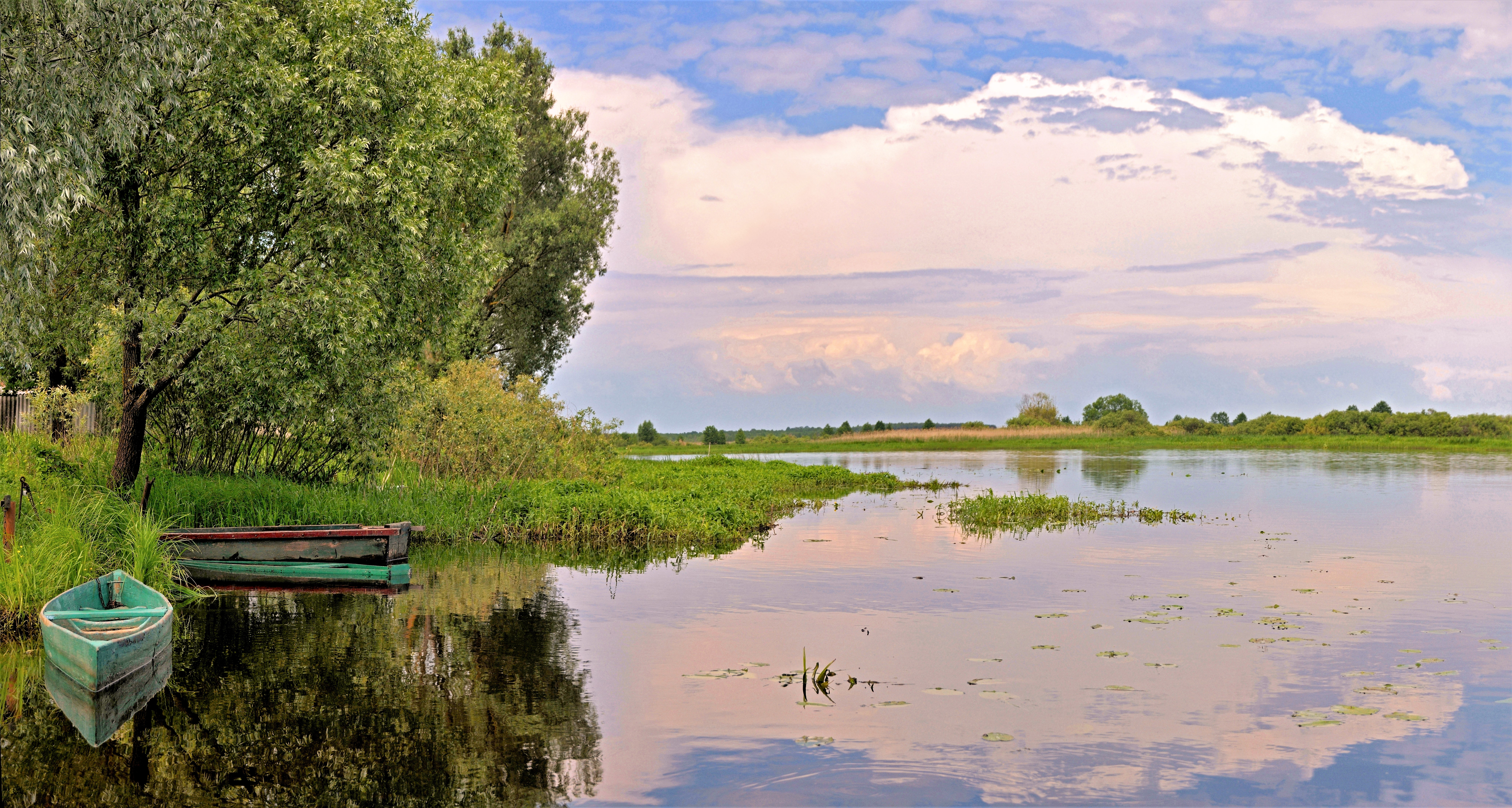
Берег реки Ипуть
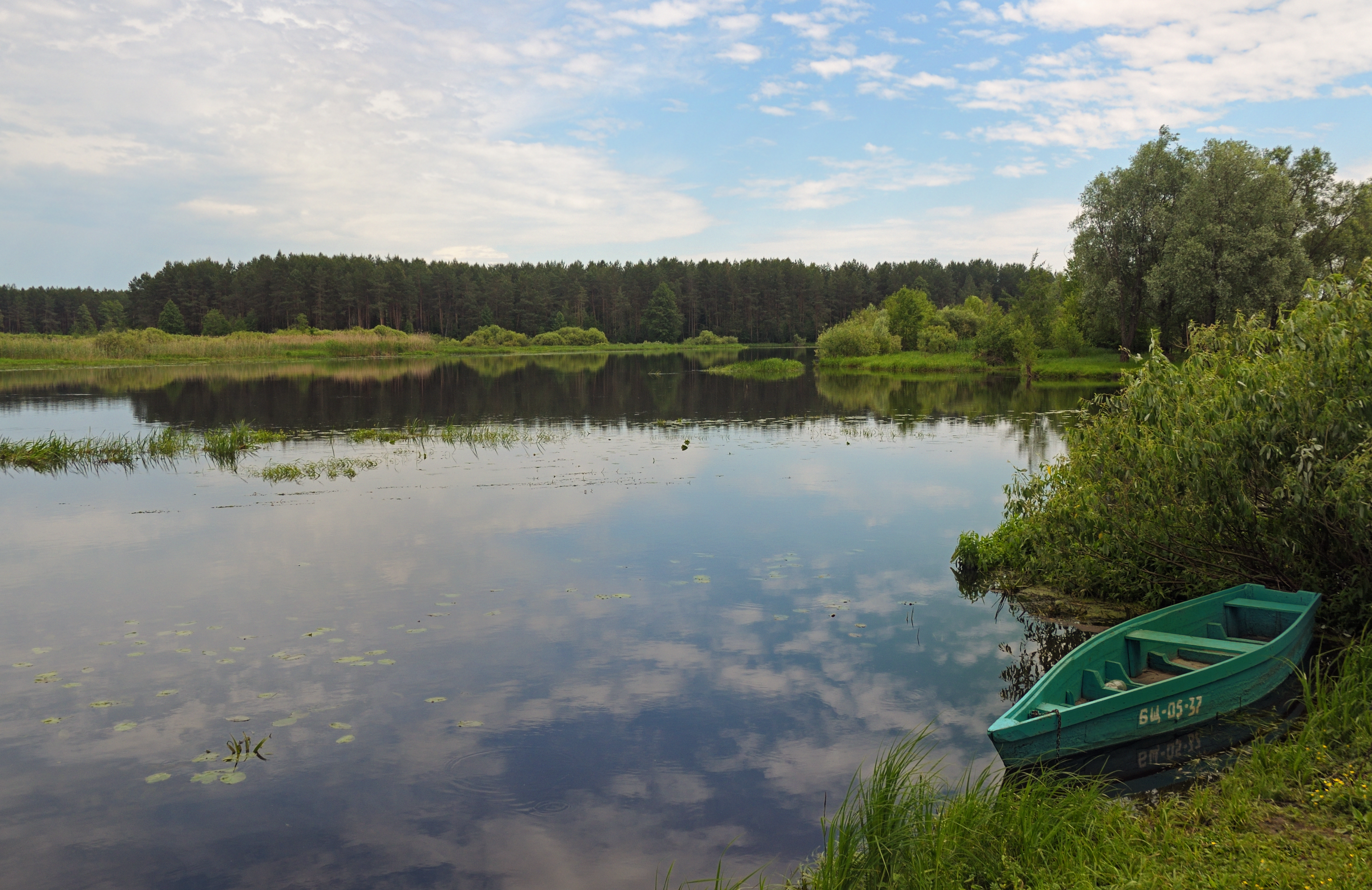
Берег Ипути